# Kuppe Hosahalli, Alur
Kuppe Hosahalli là một làng thuộc tehsil Alur, huyện Hassan, bang Karnataka, Ấn Độ.